# Deltochilum tumidum
Deltochilum tumidum är en skalbaggsart som beskrevs av Henry Fuller Howden 1966. Deltochilum tumidum ingår i släktet Deltochilum och familjen bladhorningar. Inga underarter finns listade i Catalogue of Life.